# Oleksandra Kononova
Oleksandra Mykolajivna Kononova (ukrainska: Олександра Миколаївна Кононова), född 27 februari 1991 i Brovary rajon, är en ukrainsk paraidrottare som tävlar i skidskytte och längdåkning.
Oleksandra Kononova föddes med en kortare arm (osteomyelit). Kononova är föräldralös och uppfostrades av sin mormor.

## Privatliv
Oleksandra Kononova har ett barn, fött 2011.

## Meriter
Paralympiska vinterspelen 2010
- Guld, skidskytte 12,5 km stående
- Guld, längdskidåkning 1 km stående
- Guld, längdskidåkning 5 km stående
- Silver, längdskidåkning 3 x 2,5 km stafett

Paralympiska vinterspelen 2014
- Guld, skidskytte 12,5 km stående
- Silver, längdskidåkning 10 km stående
- Brons, längdskidåkning 5 km stående

Paralympiska vinterspelen 2022
- Guld, längdskidåkning medeldistans stående fri stil[3]
- Silver, skidskytte 10 km stående